# Eurema blanda
Eurema blanda is een vlindersoort uit de familie van de Pieridae (witjes), onderfamilie Coliadinae.
Eurema blanda werd in 1836 beschreven door Boisduval.